# Персик обыкновенный
Пе́рсик обыкновенный, или Персик (лат. Prúnus pérsica) — растение из подрода Миндаль рода Слива семейства Розовые.
Является культигеном, возникшим в результате множественной интрогрессивной гибридизации между: персиком гансуанским (Prunus kansuensis), персиком удивительным (Prunus mira), персиком Давида (Prunus davidiana), миндалём обыкновенным (Prunus dulcis), сливой китайской (Prunus salicina), абрикосом обыкновенным (Prunus armeniaca), алычой (Prunus cerasifera). В дикой природе не встречается.

## Этимология
Слово персик в русском языке возникло путём заимствования из лат. mālum persicum — «персидское яблоко», с последующей трансформацией прилагательного персидское в существительное. Возможно заимствование происходило посредством нижненемецкого persik, средневерхненемецкого pfërsich.

## Ботаническое описание

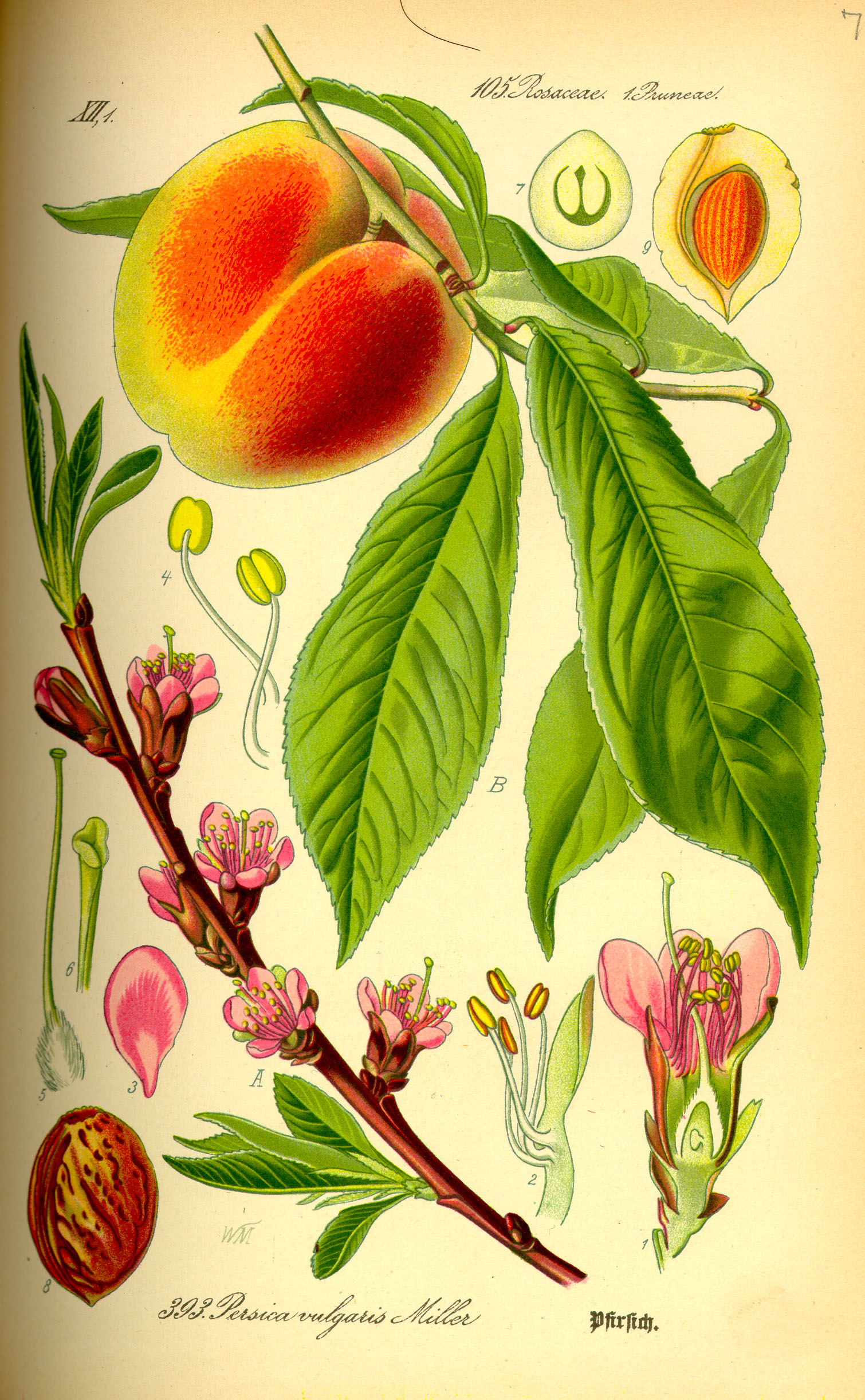

Дерево с ланцетовидными листьями с зубчатой кромкой.
Цветки почти сидячие, розовые и красные, появляются до развития листьев.
Плод по форме от плоского до удлинённо-эллиптического, с бороздкой на одной стороне, обычно бархатистый. Косточка (эндокарпий) морщинисто-бороздчатая с точечными ямочками и заострённой верхушкой.

## Распространение и среда обитания
Родина растения достоверно неизвестна, но предполагается, что встречающийся в северном Китае (близ Пекина) вид Prunus davidiana Franch. является либо дикой формой культурного персика, либо, по крайней мере, очень близок к ней. Рано одичало в северо-западной Индии, проникло в Персию, в Европе было в первый раз посажено в Италии около середины первого столетия.
Разводится из-за плодов в южных регионах умеренной Евразии (в том числе на юге России, в Закавказье и Средней Азии, на Украине, в Молдове) и в Америке.
| Цветок | Листья и плоды | Косточка | Семя |

## Таксономия
Вид Персик обыкновенный входит в род Слива (Prunus) подсемейства Spiraeoideae семейства Розовые (Rosaceae) порядка Розоцветные (Rosales).
|  |                                      |  |                                                             |                                                             |                   |  | ещё 8 семейств (согласно Системе APG II) | ещё 8 семейств (согласно Системе APG II) |                    |  |  |  | подроды Вишня, Слива и Emplectocladus | подроды Вишня, Слива и Emplectocladus |  |  |
|  |                                      |  |                                                             |                                                             |                   |  | ещё 8 семейств (согласно Системе APG II) | ещё 8 семейств (согласно Системе APG II) |                    |  |  |  | подроды Вишня, Слива и Emplectocladus | подроды Вишня, Слива и Emplectocladus |  |  |
|  |                                      |  |                                                             | порядок Розоцветные                                         |                   |  |                                          |                                          | род Слива          |  |  |  |                                       | вид Персик обыкновенный               |  |  |
|  |                                      |  |                                                             | порядок Розоцветные                                         |                   |  |                                          |                                          | род Слива          |  |  |  |                                       | вид Персик обыкновенный               |  |  |
|  | отдел Цветковые, или Покрытосеменные |  |                                                             |                                                             | семейство Розовые |  |                                          |                                          | подрод Миндаль     |  |  |  |                                       |                                       |  |  |
|  | отдел Цветковые, или Покрытосеменные |  |                                                             |                                                             |                   |  |                                          |                                          |                    |  |  |  |                                       |                                       |  |  |
|  |                                      |  | ещё 44 порядка цветковых растений (согласно Системе APG II) | ещё 44 порядка цветковых растений (согласно Системе APG II) |                   |  |                                          | ещё около 60 родов                       | ещё около 60 родов |  |  |  | ещё около 40 видов                    |                                       |  |  |
|  |                                      |  |                                                             | ещё 44 порядка цветковых растений (согласно Системе APG II) |                   |  |                                          |                                          | ещё около 60 родов |  |  |  |                                       |                                       |  |  |

## Классификация

### Подвиды
Современная классификация различает две или три разновидности вида Персик:
- Prunus persica var. nucipersica (Suckow) C. Schneider — нектарин;
- Prunus persica var. persica (L.) Batsch — персик обыкновенный,
  - внутри неё выделяется форма Prunus persica f. compressa (Loudon) Rehder — персик приплюснутый (репчатый);

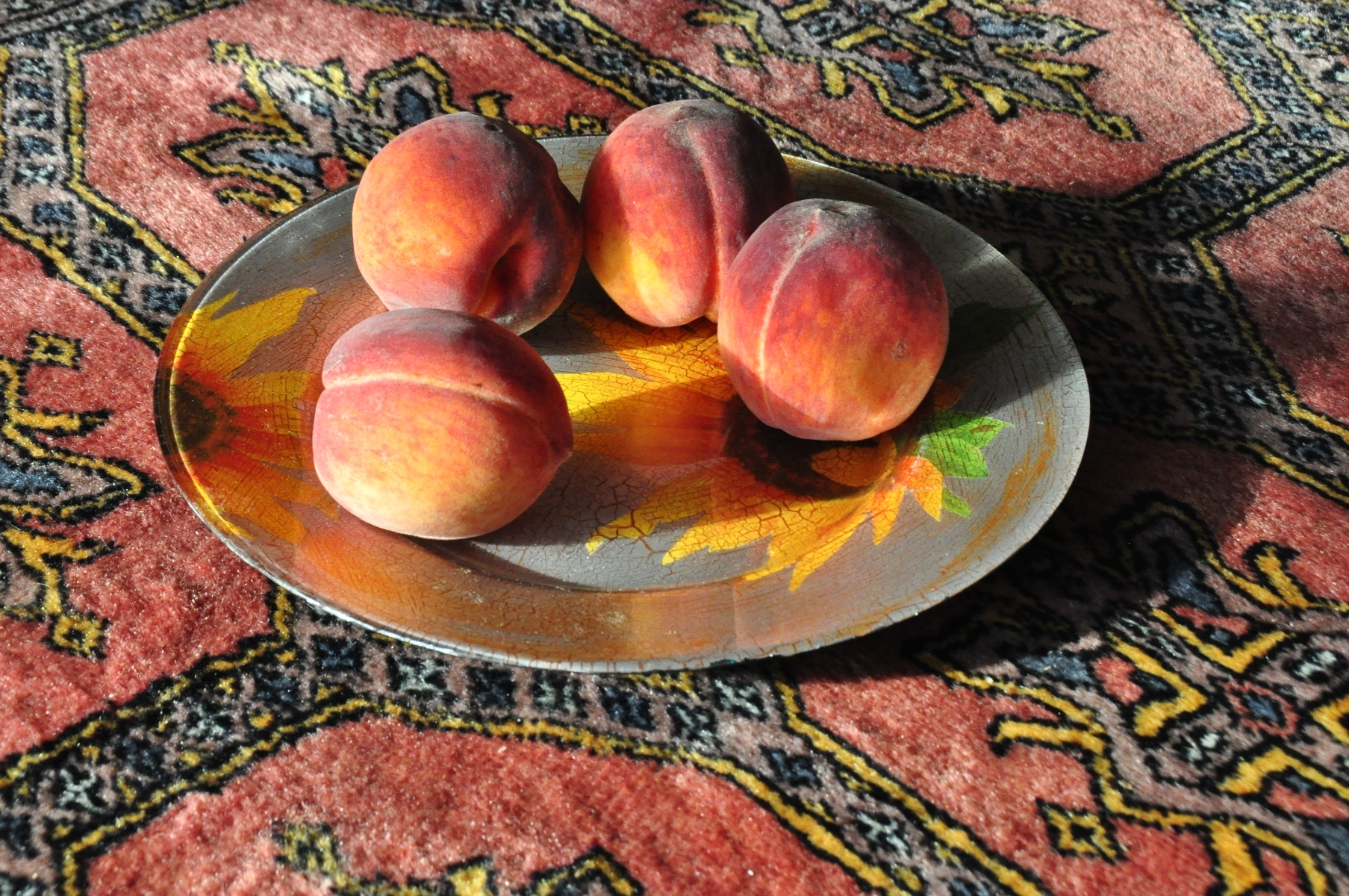
Плоды персика обыкновенного
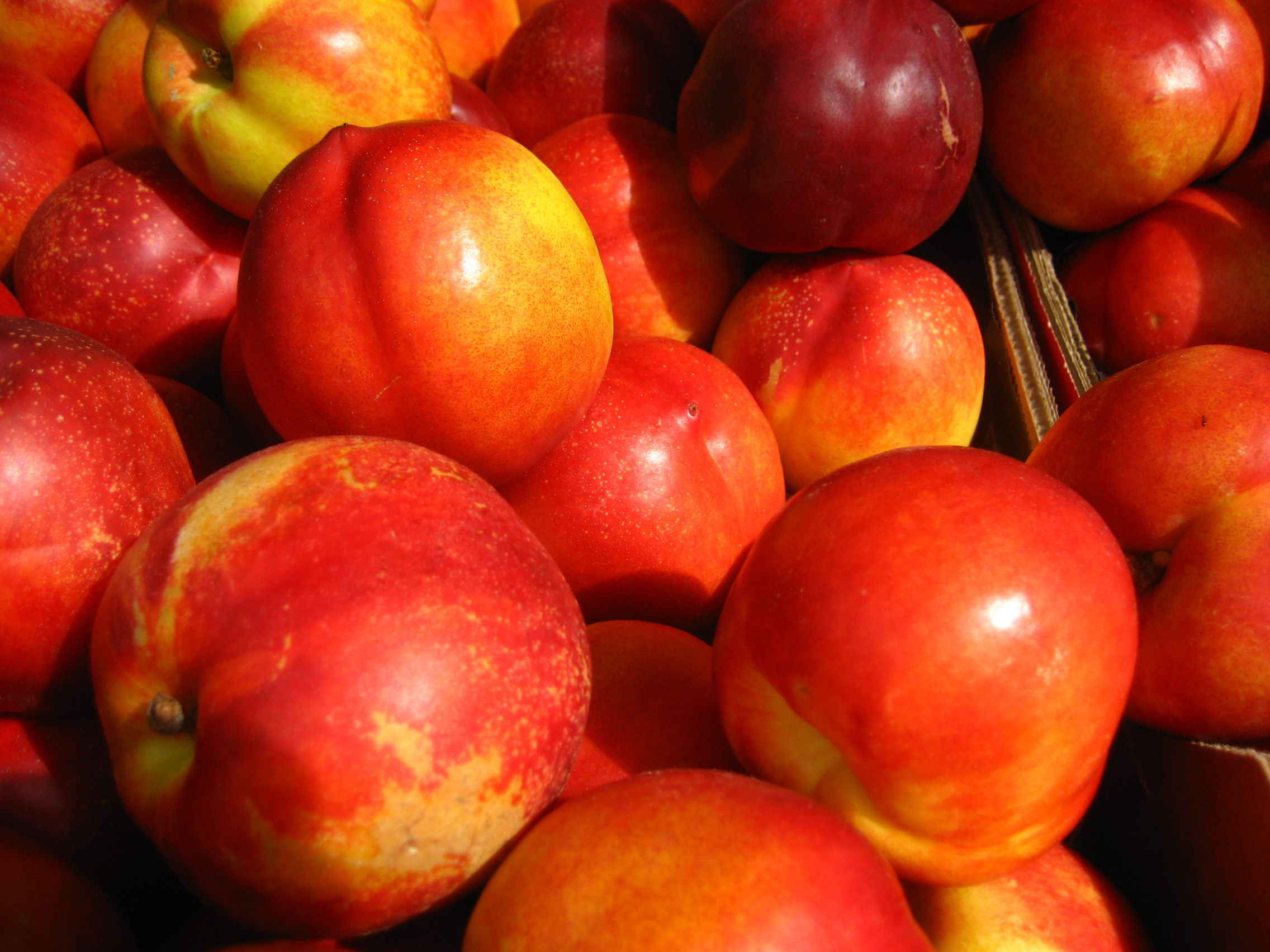
Плоды нектарина
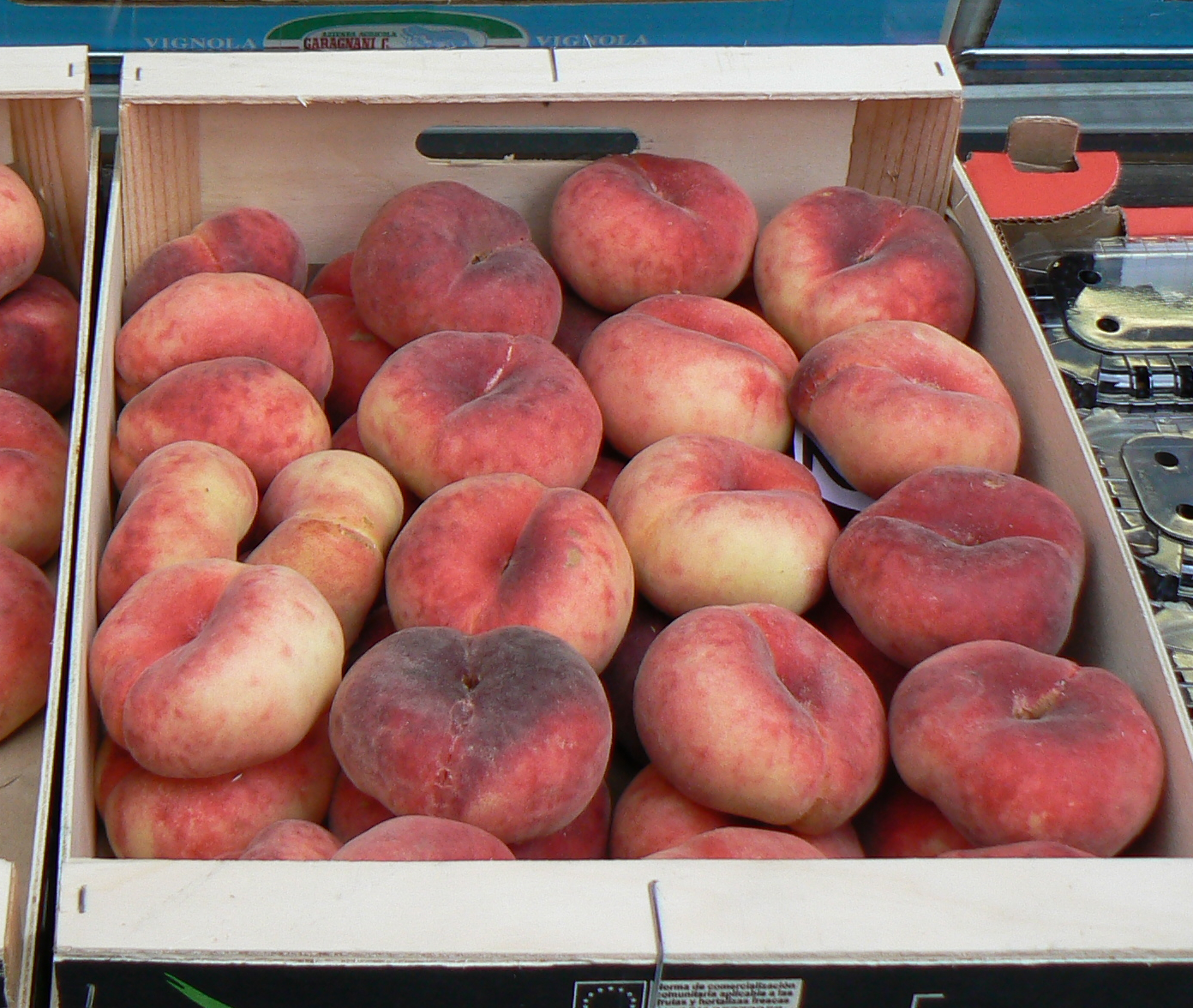
Плоды персика приплюснутого

## Хозяйственное значение и применение
Плоды персиков широко употребляются в пищу в свежем и переработанном виде. Различают несколько классов плодов персика обыкновенного:
- бархатистые с легко отделяемой от косточки мякотью — настоящие персики;
- бархатистые с не отделяемой от косточки мякотью — павии[7];
- голые с легко отделяемой от косточки мякотью — нектарины;
- голые с не отделяемой от косточки мякотью — брюньоны[11].

Также, различают:
- с волокнистой мякотью (столовые сорта)
- с хрящеватой мякотью (консервные сорта)

Мякоть персиков бывает белая, красная и жёлтая. Из косточек изготовлялся ликёр «персико». Сушёные плоды персика называются шептала́.
Семена являются сырьём для получения персикового масла (лат. Oleum Persicorum), используемого в медицине и косметике.

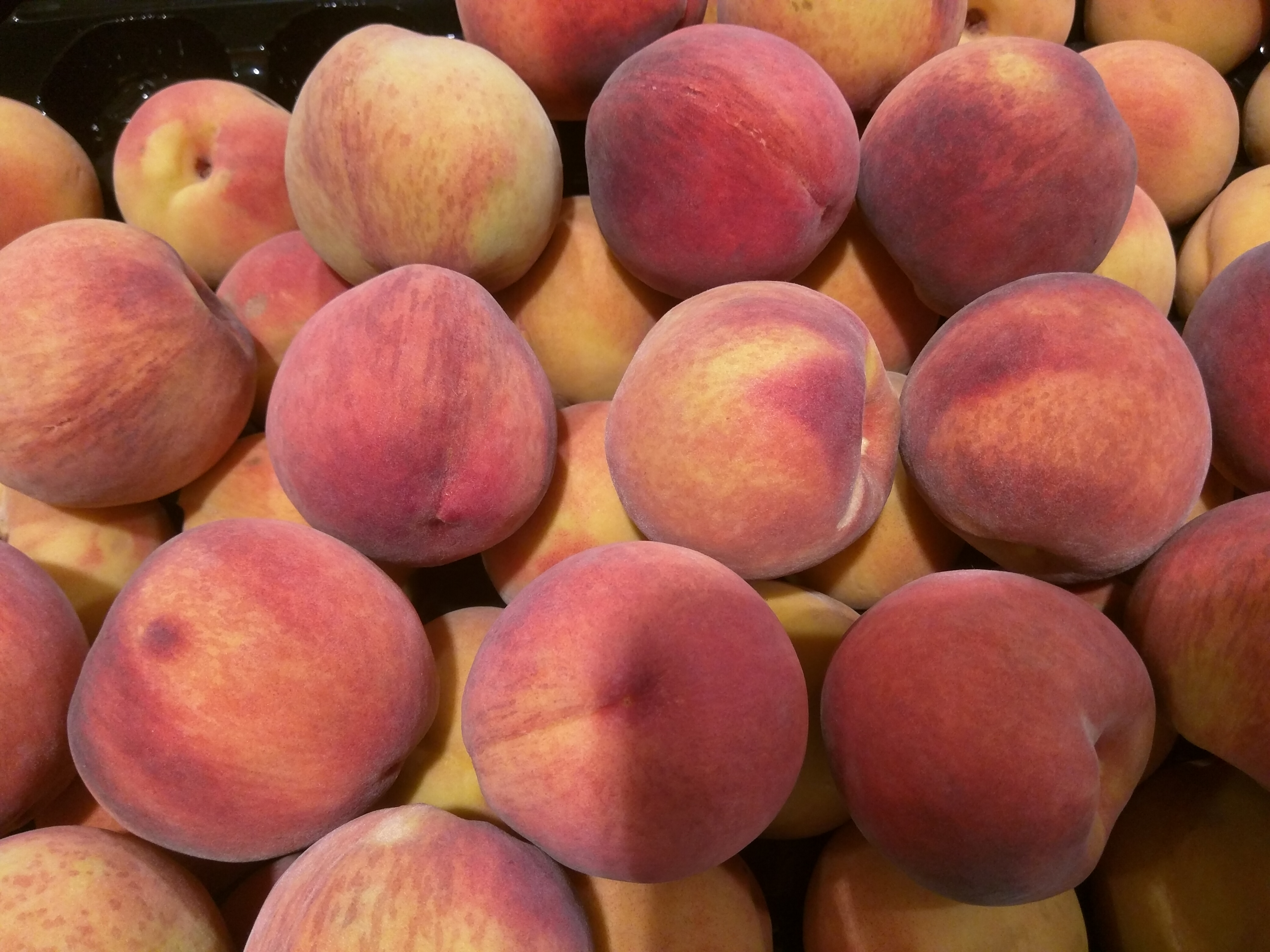
Свежие плоды персика обыкновенного
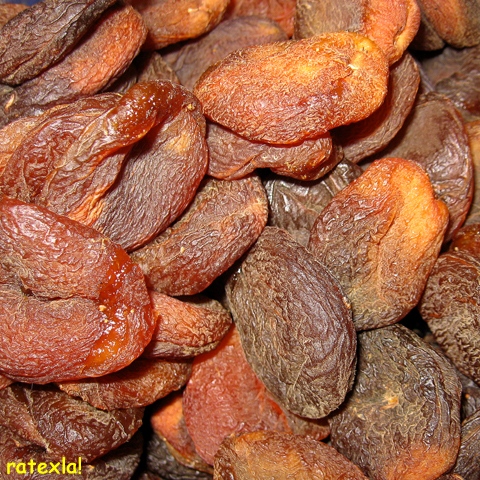
Шептала́
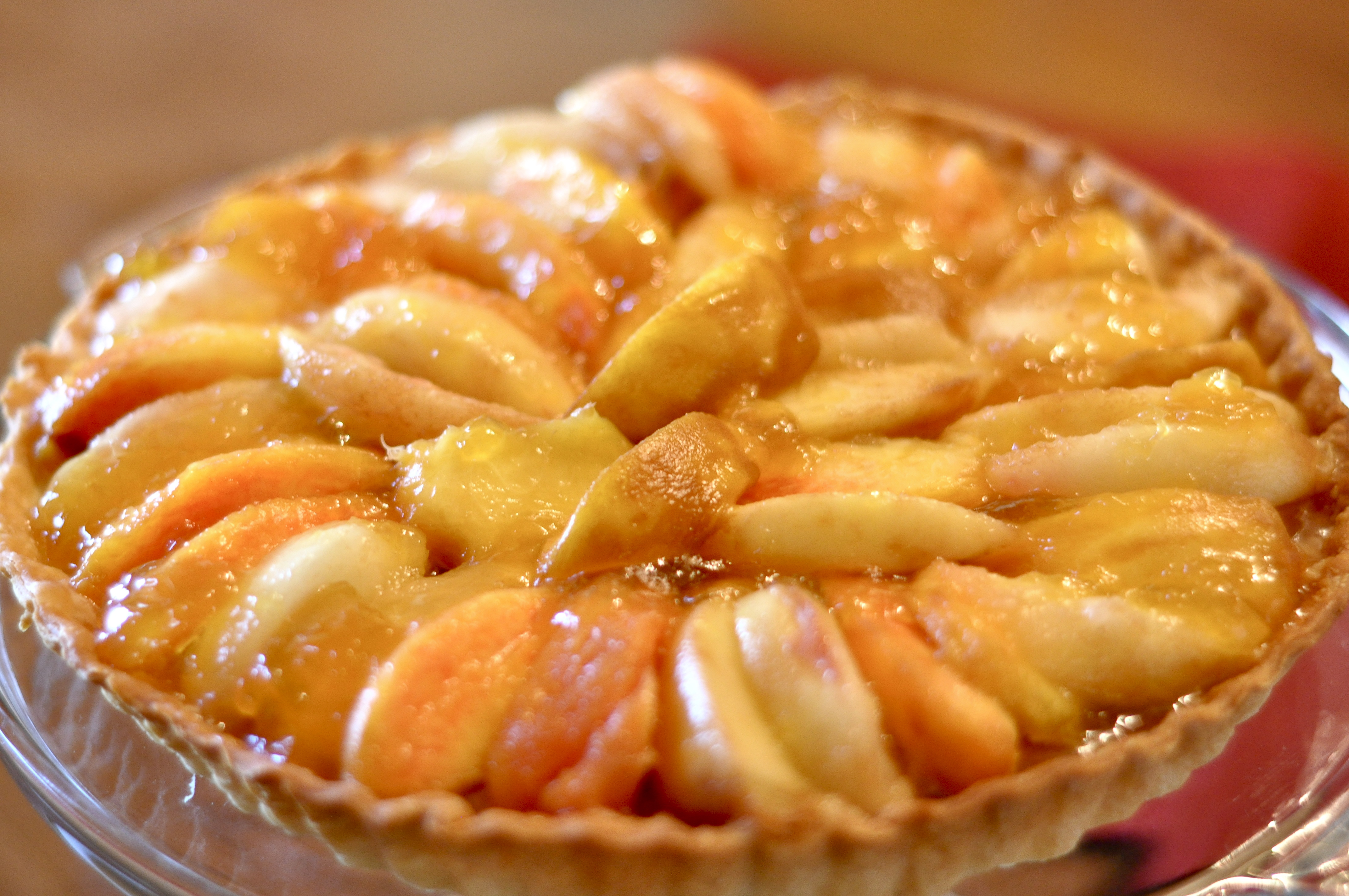
Торт с персиками
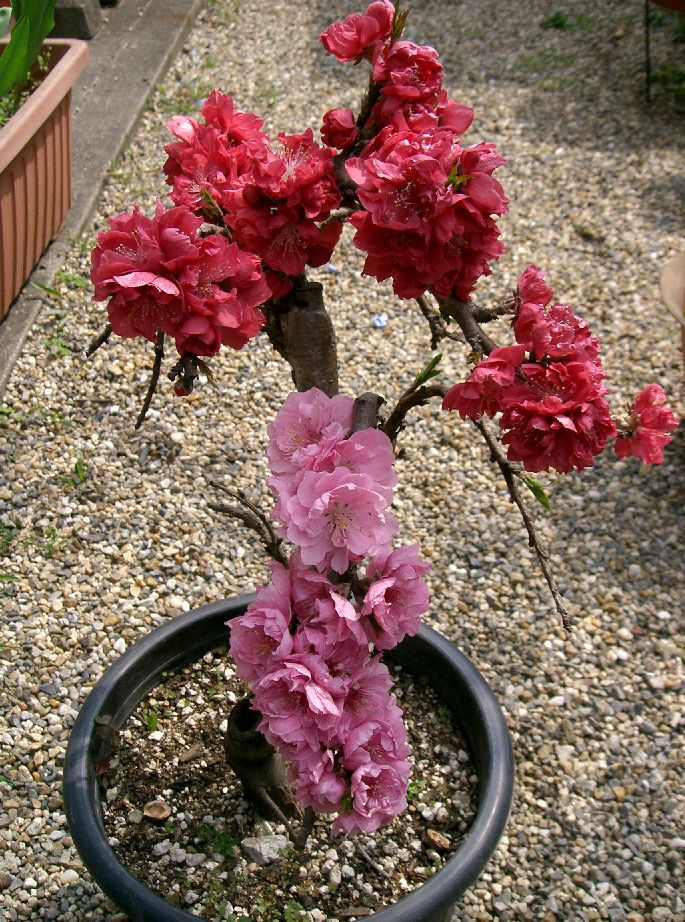
Бонсай из персика обыкновенного с махровыми цветами
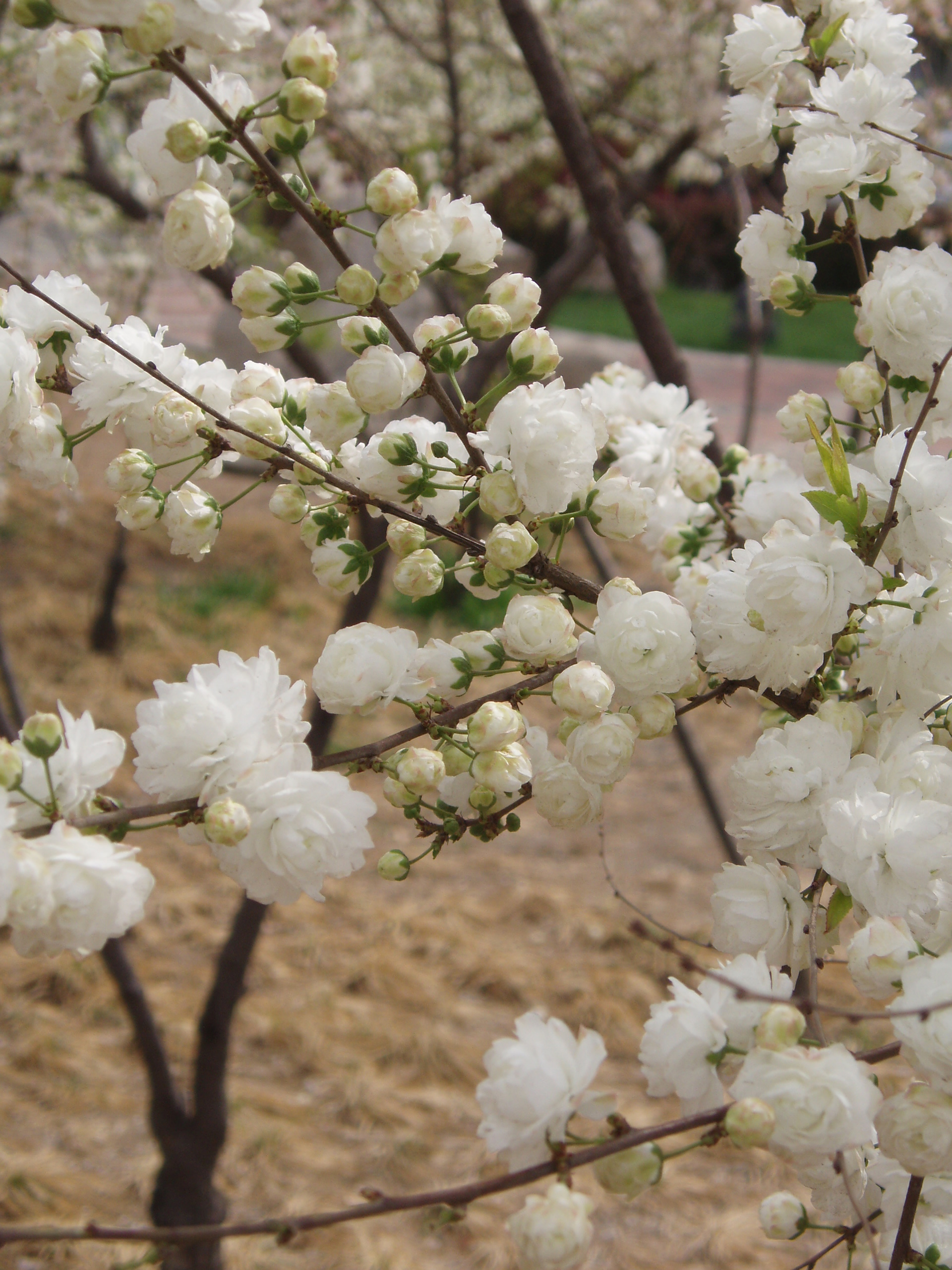
Сорт с белыми махровыми цветами
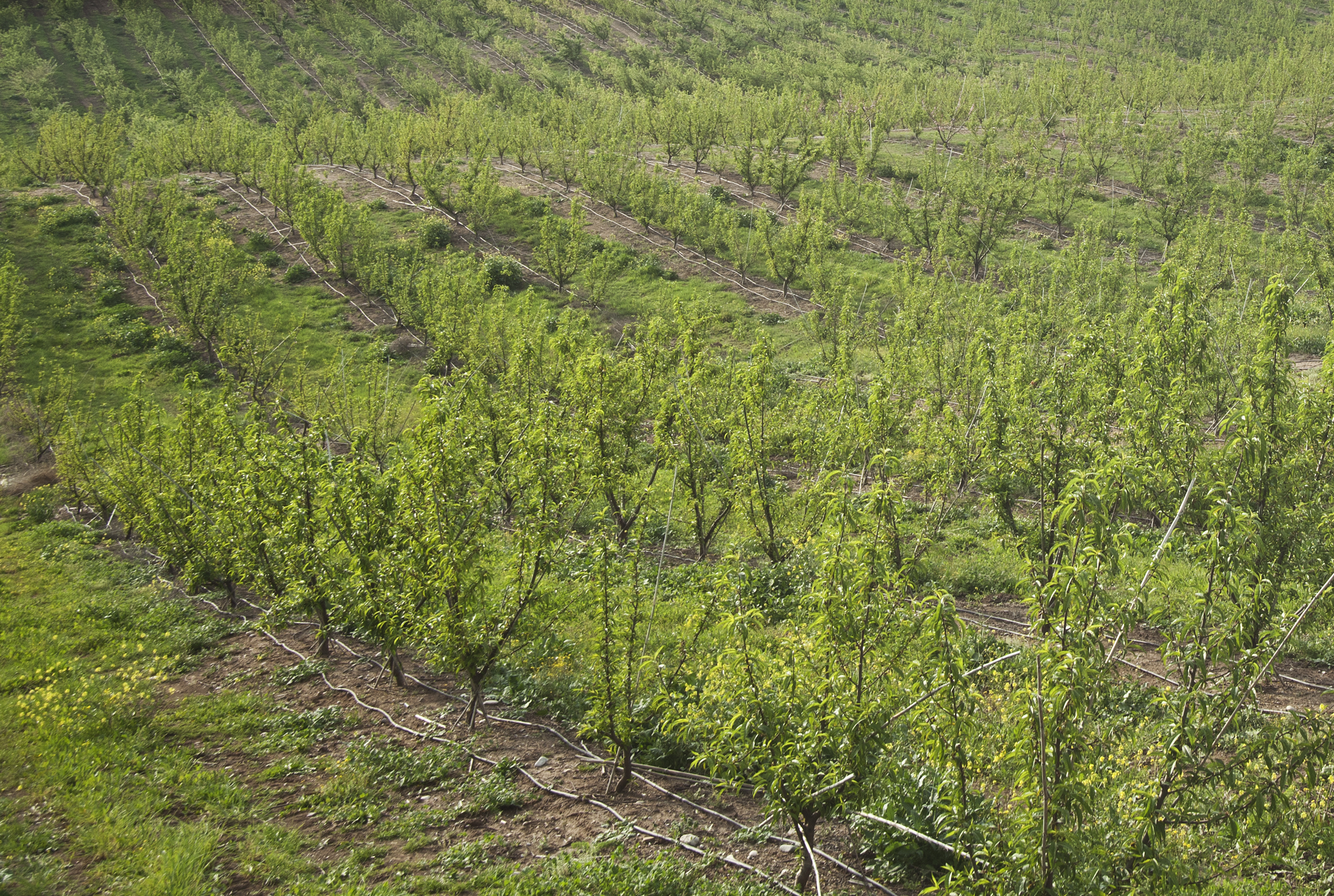
Плантация персиков обыкновенных в Турции
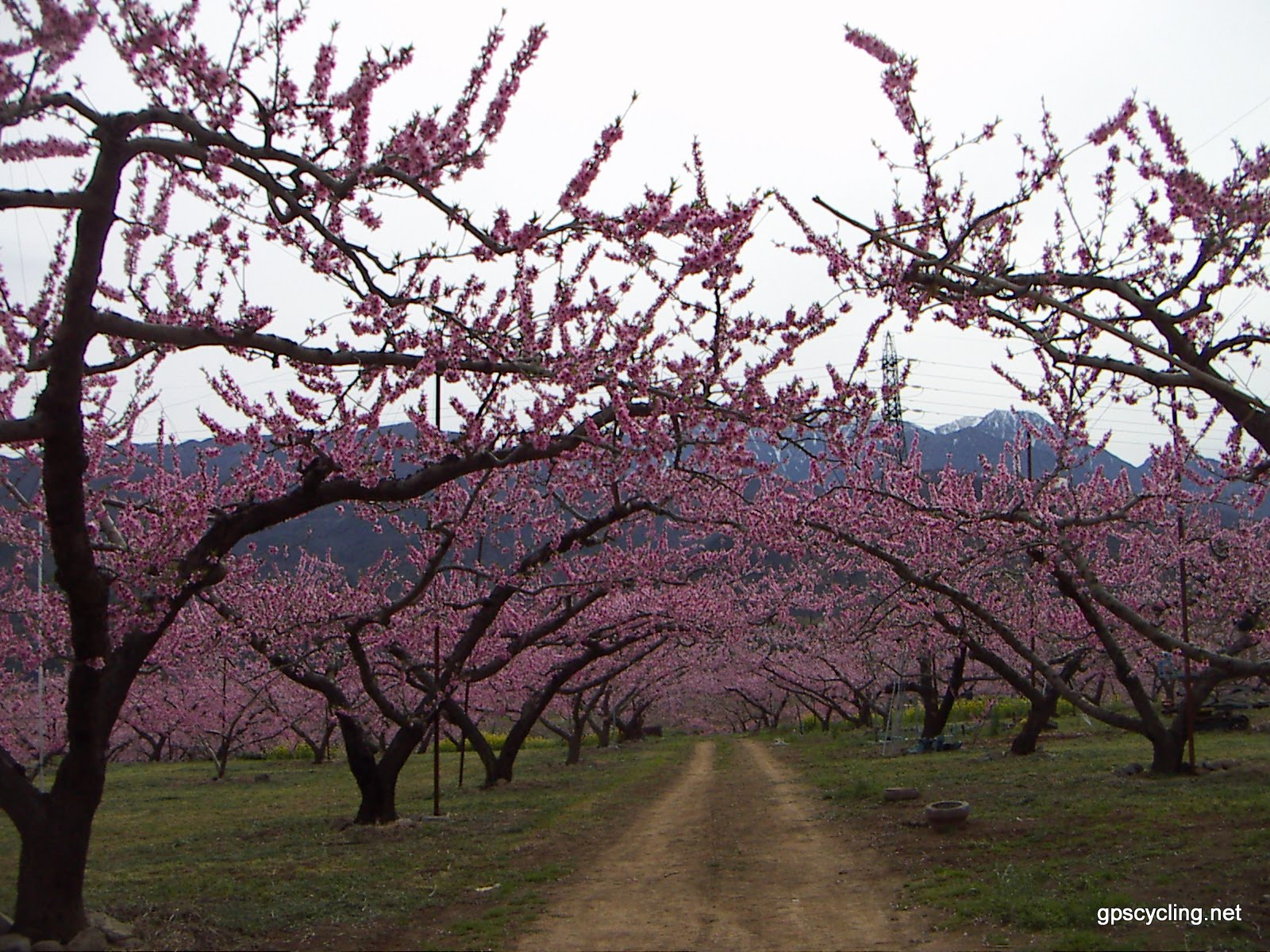
Цветущие деревья персика обыкновенного в Японии
Молодые плодоносящие персики обыкновенные в Армении
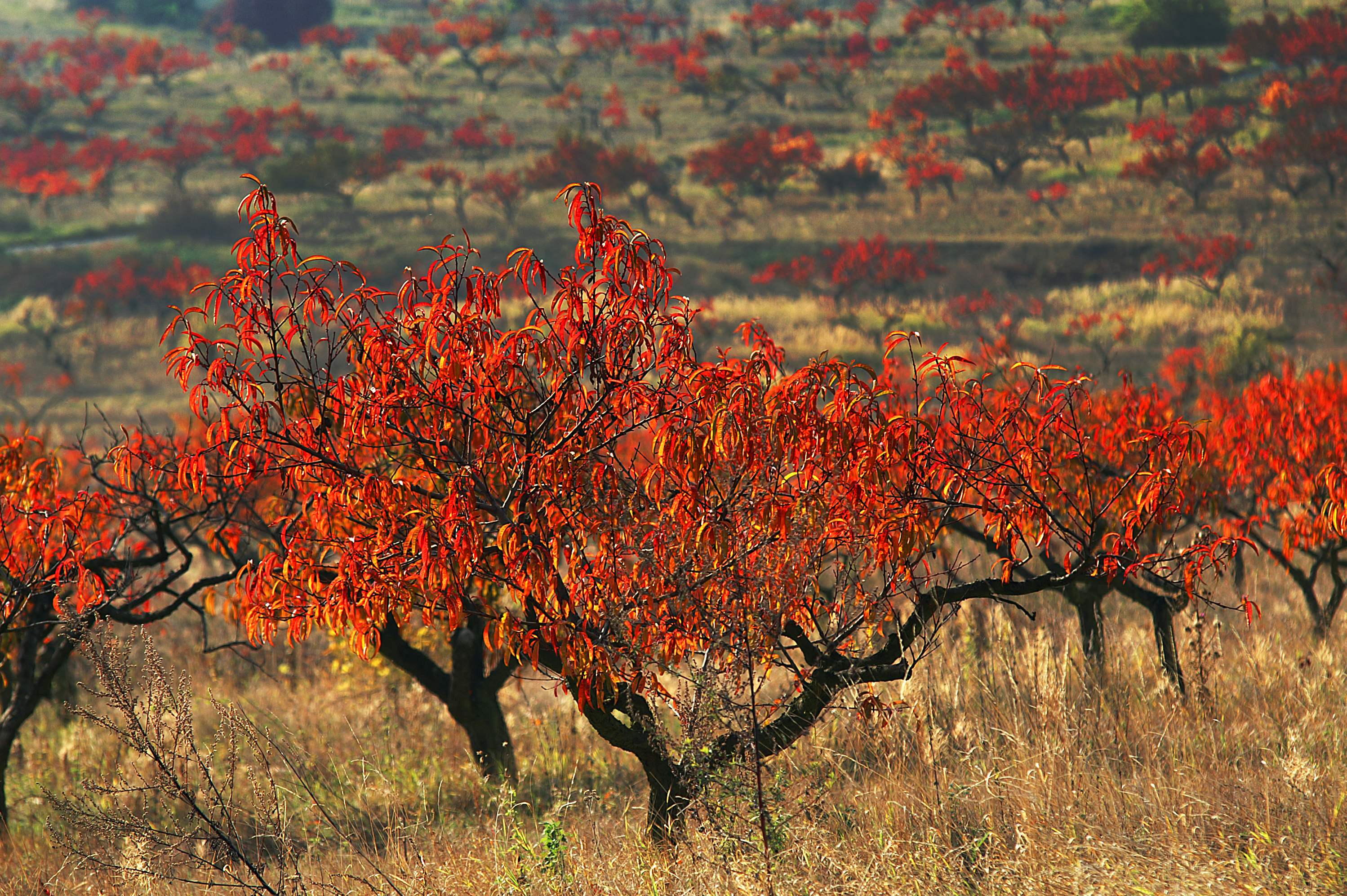
Плантация персика обыкновенного в Чехии осенью

### Химический состав плода
В мякоти плодов персика обыкновенного присутствуют:
- Органические кислоты: яблочная, хинная, лимонная, винная.
- Минеральные соли: калий, железо, фосфор, марганец, медь, цинк, селен и магний.
- Витамины: С, группы В, Е, К, РР, каротин.
- Пектины и эфирные масла.

В косточках есть горькое миндальное масло и амигдалин.

## Галерея

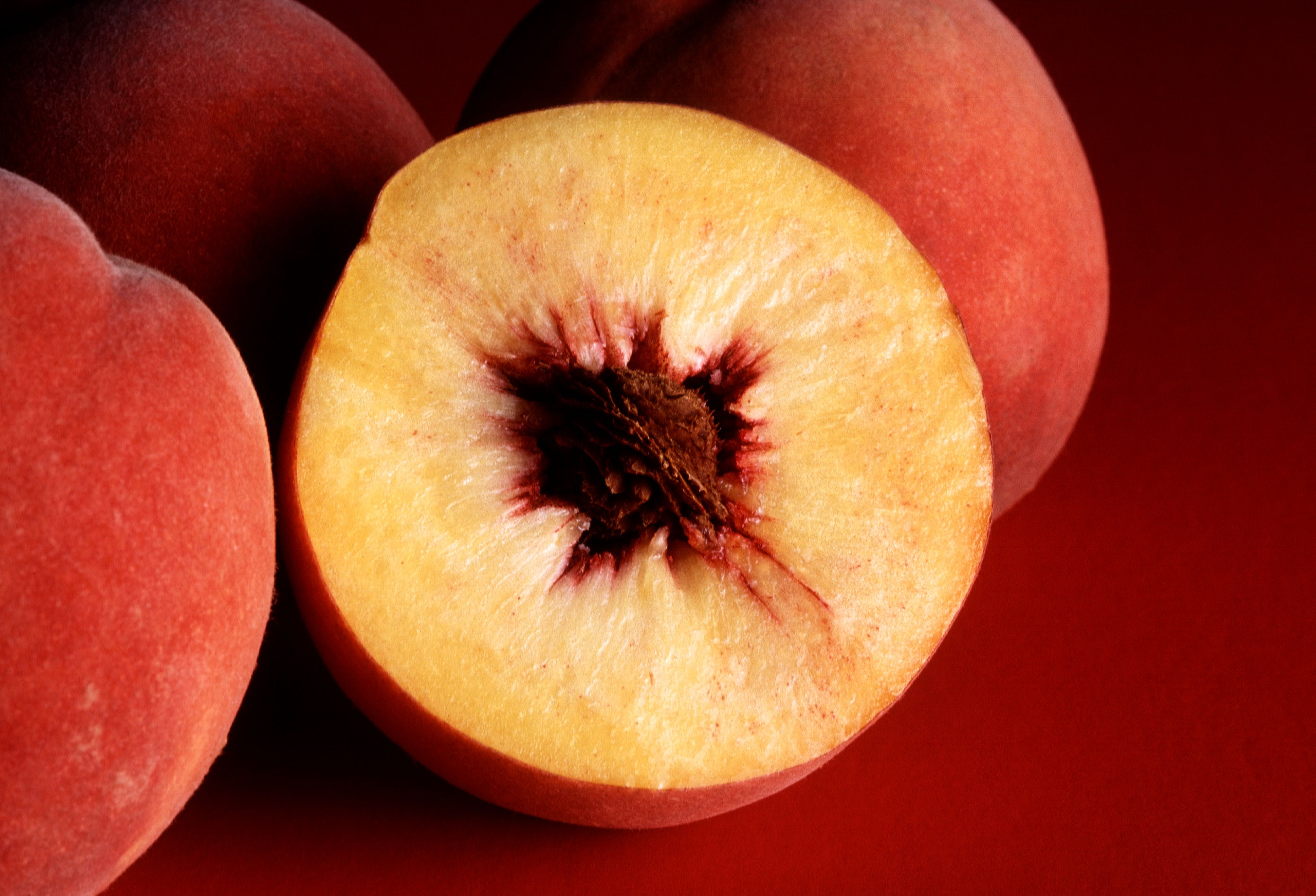
Красные персики осенью (сечение, показывающее сорт фристона)
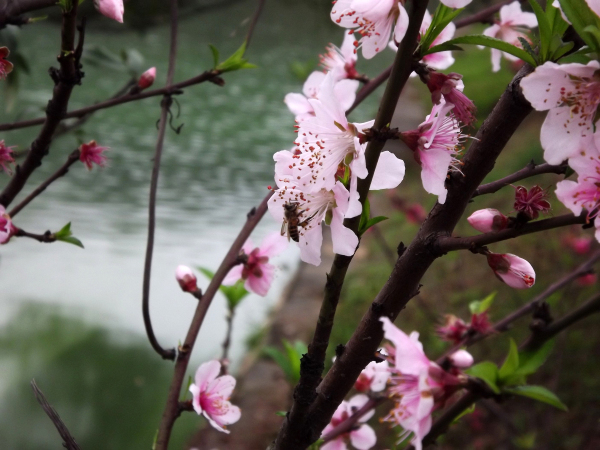
Персиковые цветы
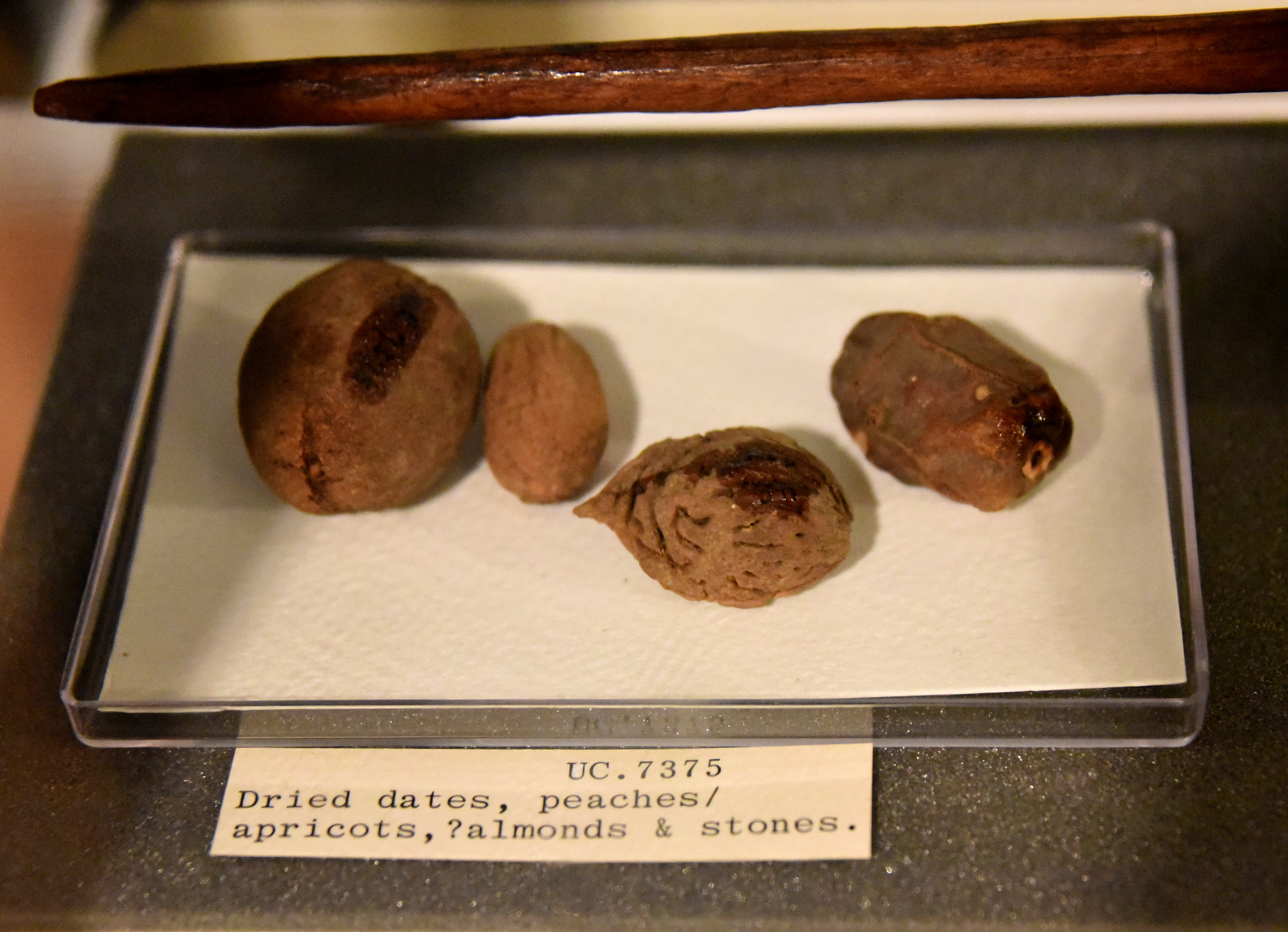
Сушёные финики, персик, абрикос и косточки. Из Лахун, Фаюм, Египет. Позднее Среднее Царство. Музей египетской археологии Питри, Лондон
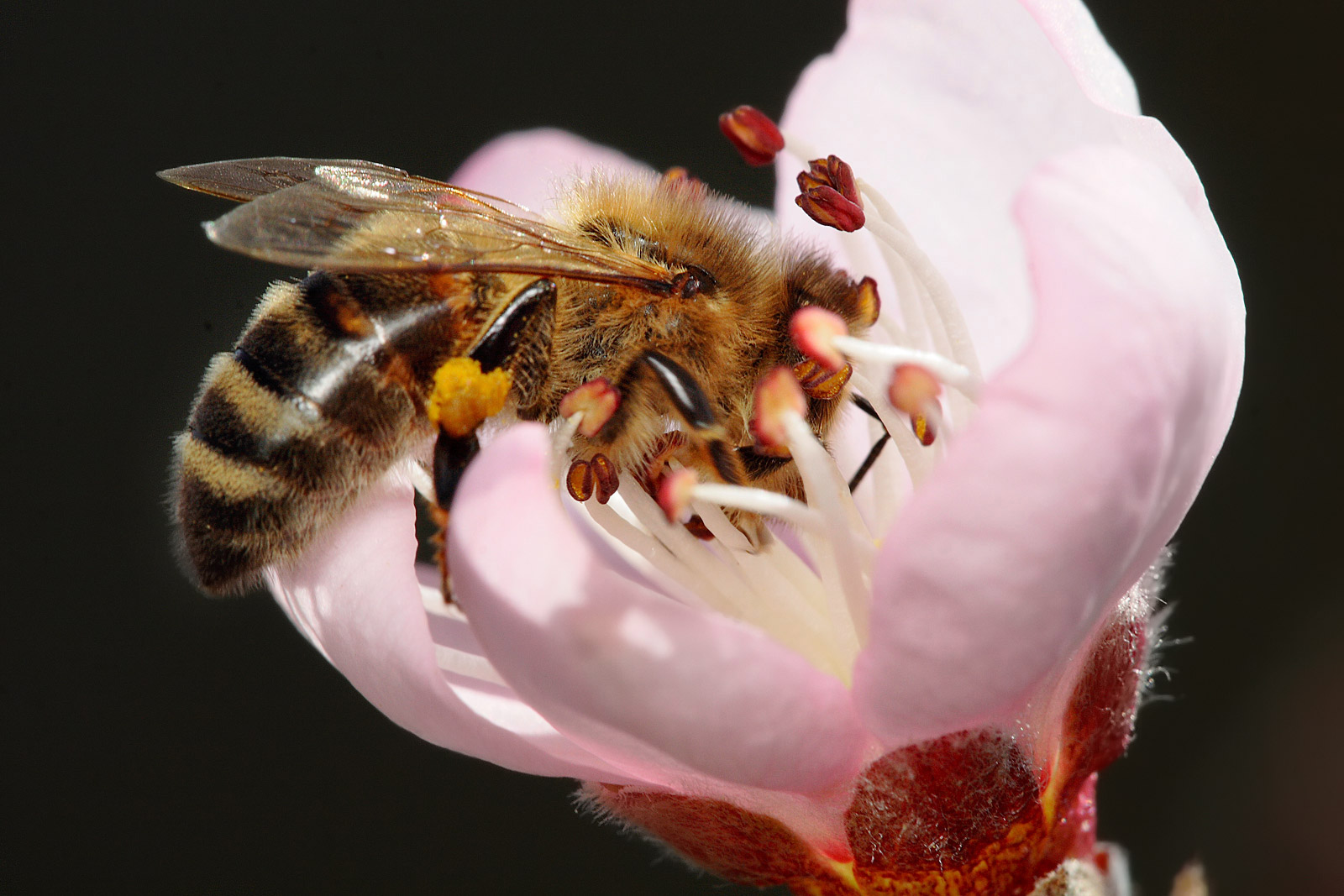
Цветок персика с пчелой, опыляющей его
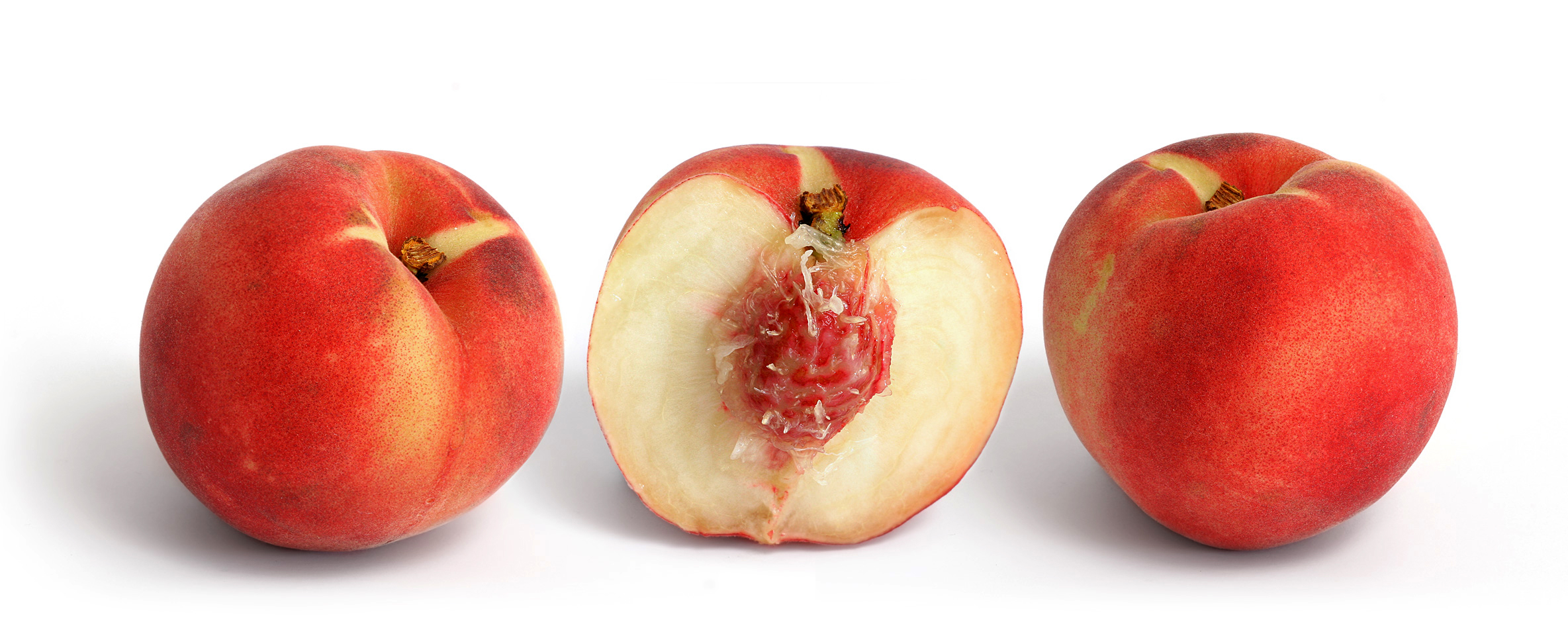
Белый персик сорта «Камень»
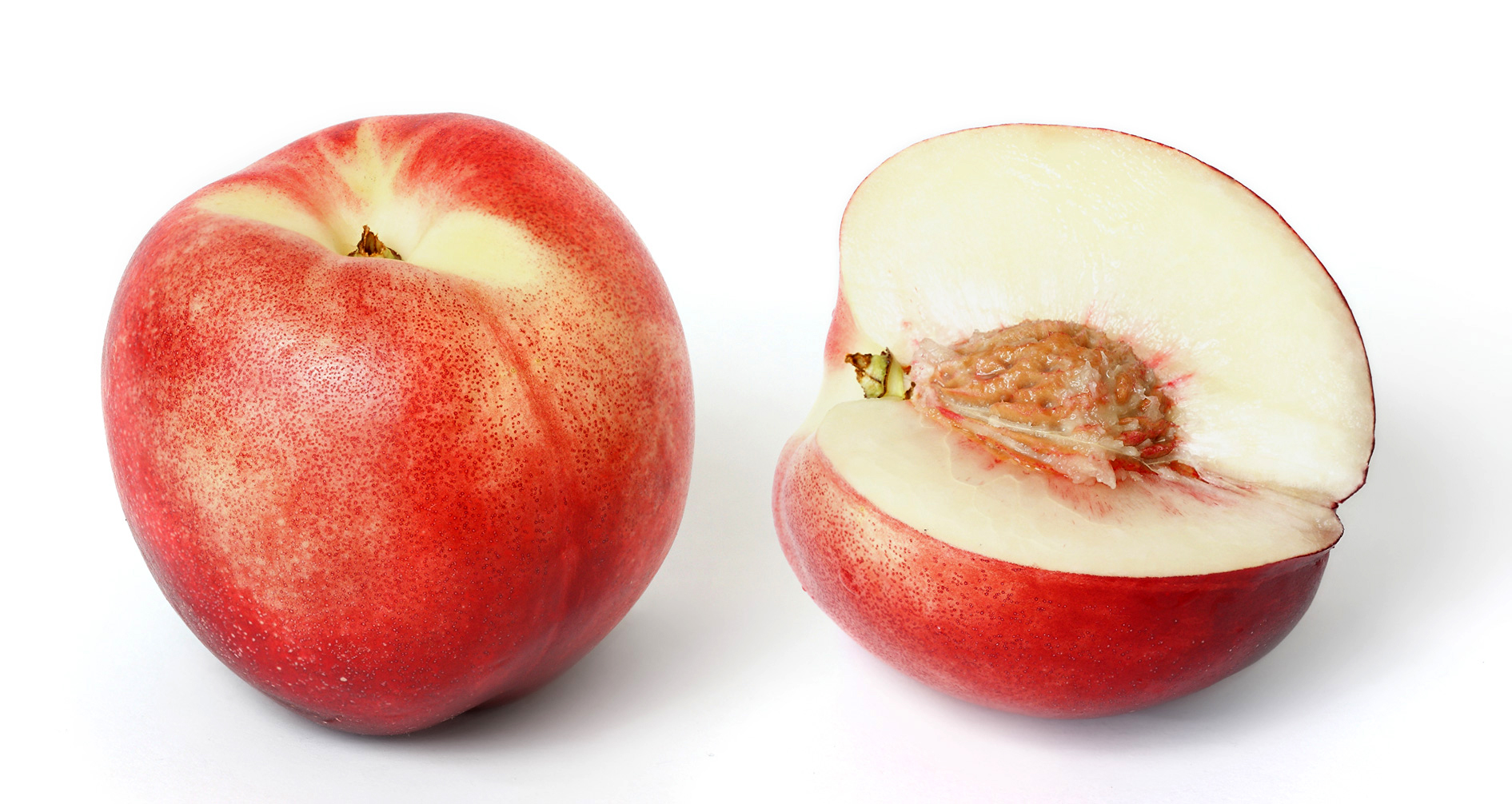
Белые нектарины, целые и разрезанные
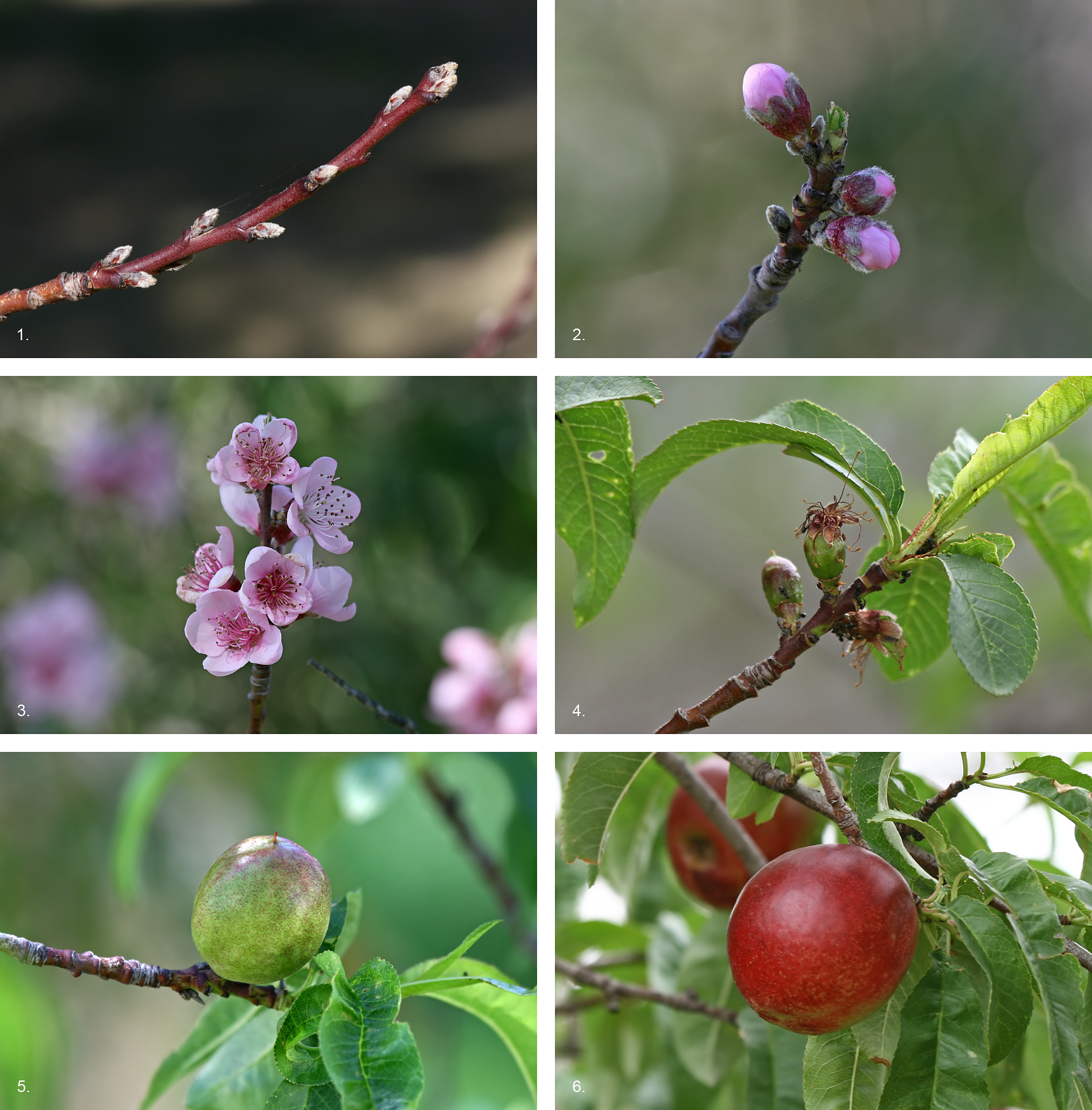
Последовательность развития нектарина в течение 7+1⁄2 месяцев, от формирования почек в начале зимы до созревания плодов в середине лета
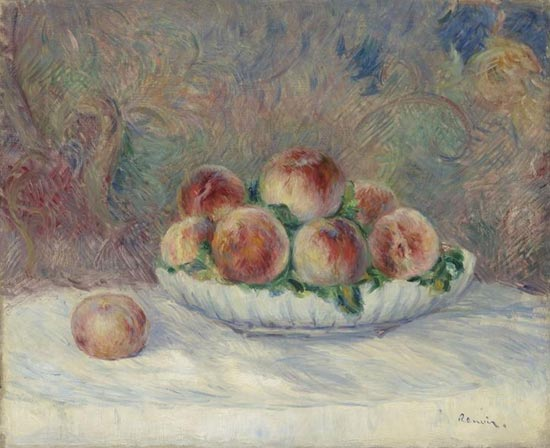
Пьер Огюст Ренуар, Натюрморт с персиками, 1881-82 гг.
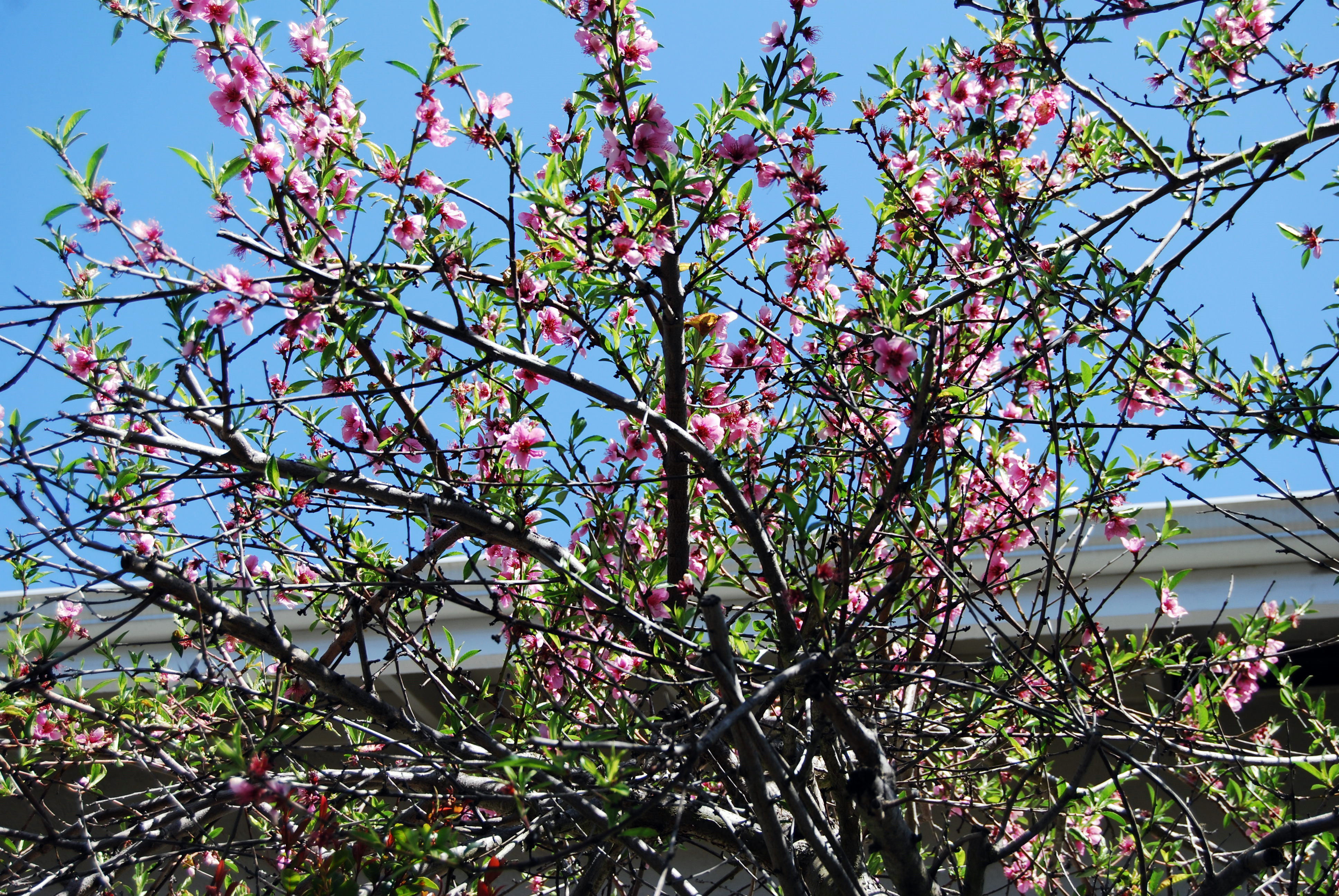
Цветущее персиковое дерево
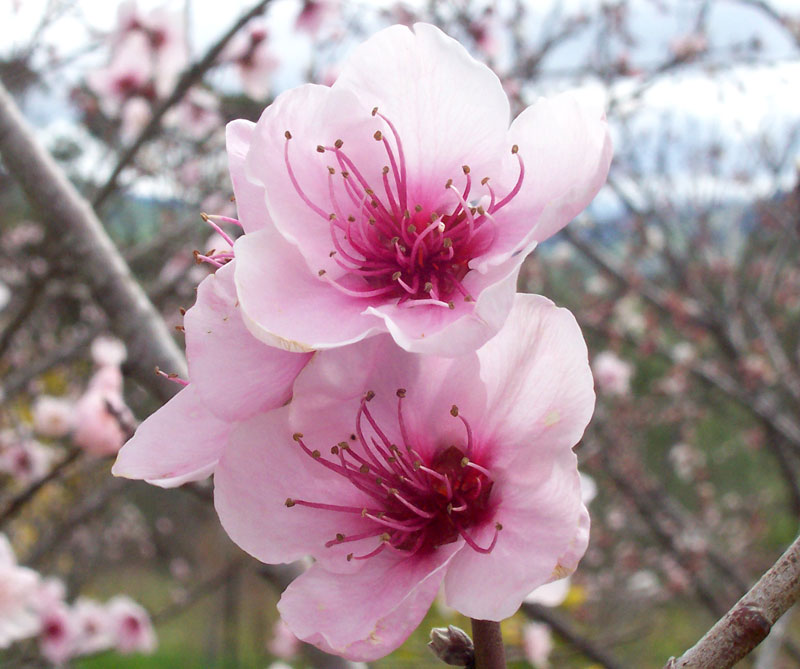
Цветение персика
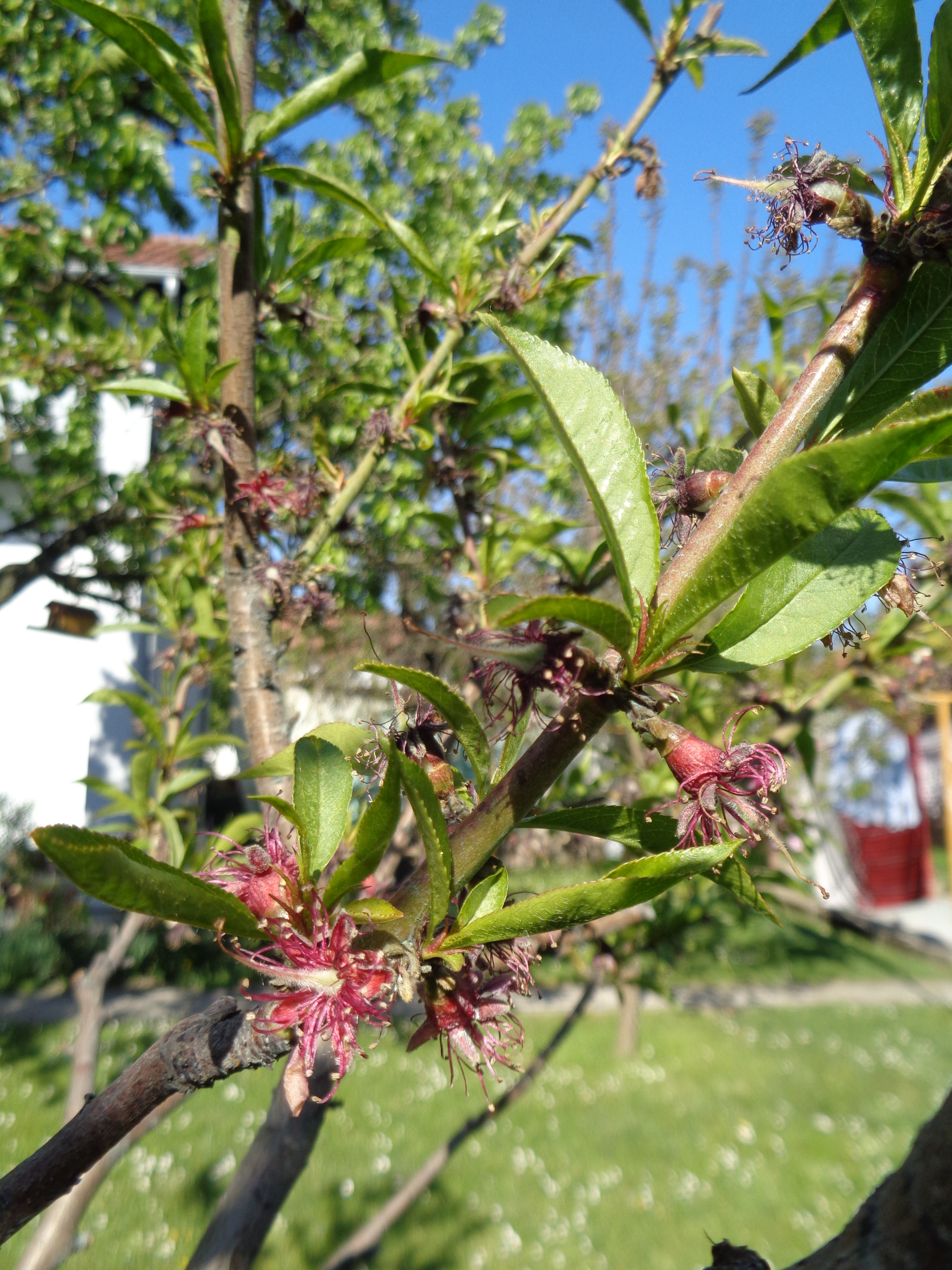
Начавшееся развитие фруктов
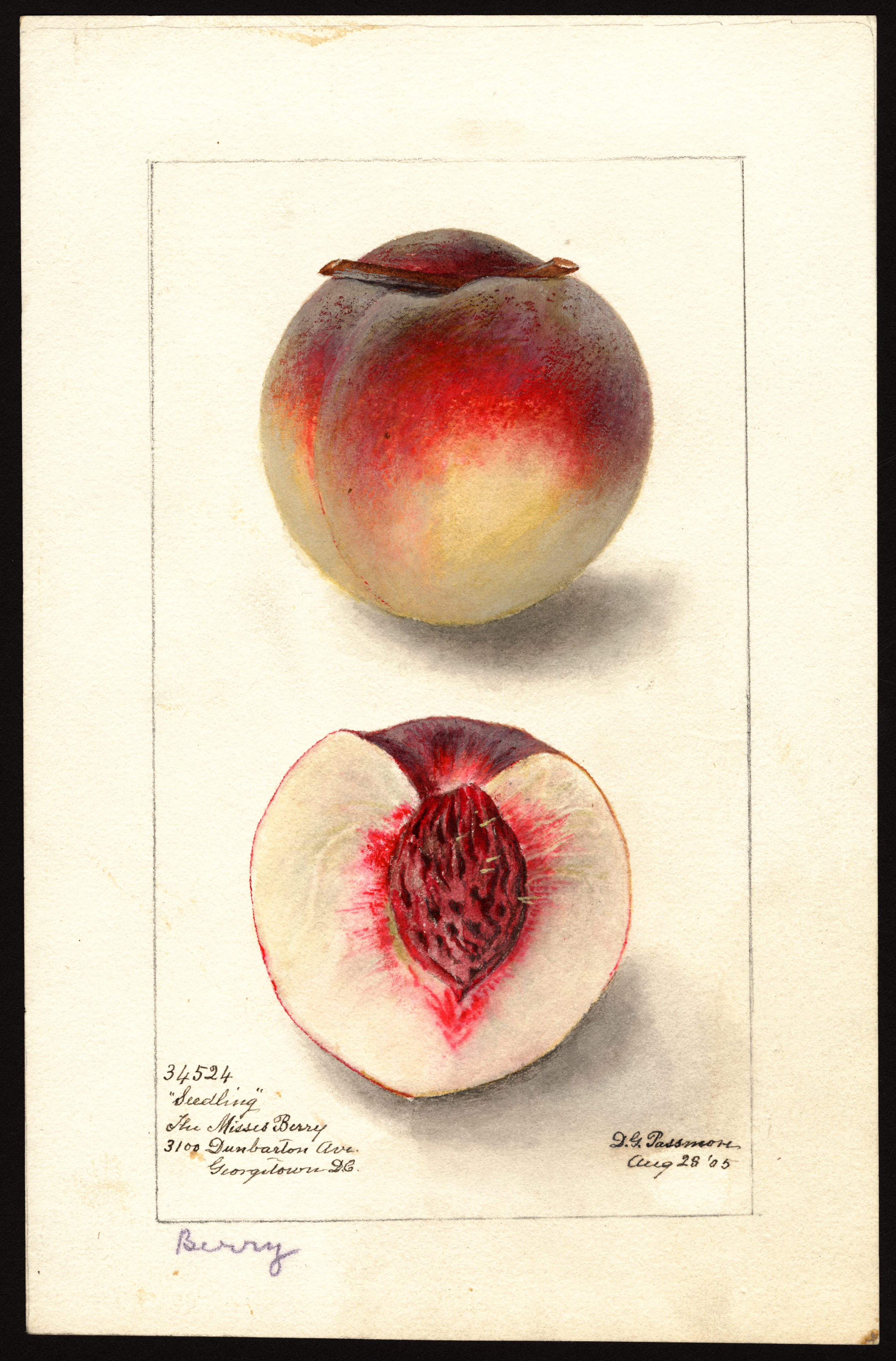
Персик (сорт «Ягода») — акварель, 1895 г.
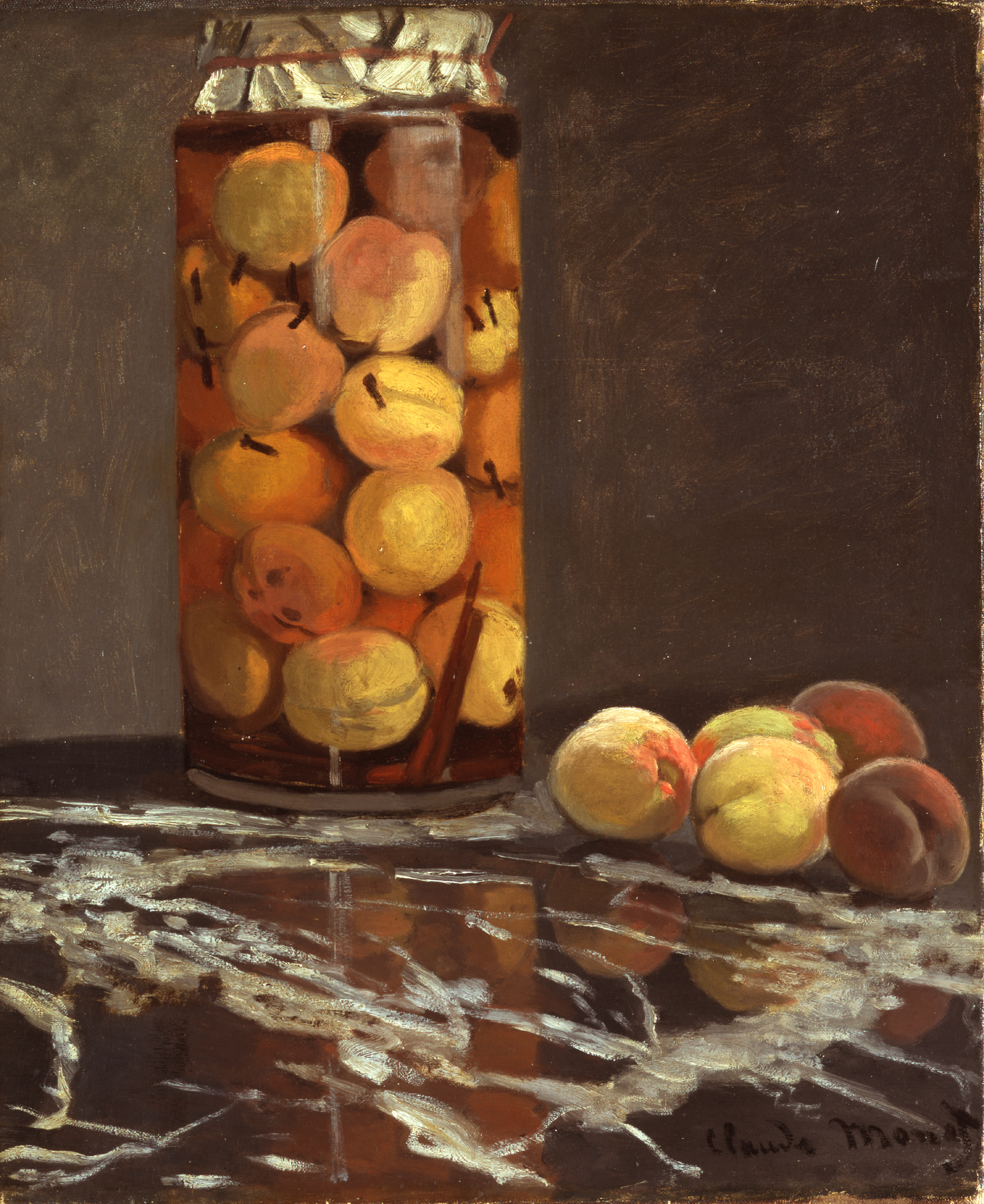
Клод Моне, Баночка с персиками, ок. 1866 г.